# Volo Aeroflot 593
Il volo Aeroflot 593 era un volo internazionale della compagnia aerea Aeroflot, in servizio fra l'aeroporto Šeremet'evo di Mosca e l'aeroporto Kai Tak di Hong Kong. Il 23 marzo 1994, l'Airbus A310 che effettuava il volo precipitò nella Siberia sud-occidentale, nei pressi della città di Meždurečensk, nell'Oblast' di Kemerovo. Tutte le 75 persone a bordo morirono nello schianto.
Dal successivo esame della scatola nera del velivolo si scoprì che l'incidente si originò mentre ai comandi del velivolo sedeva il quindicenne Eldar Kudrinskij, figlio del comandante Jaroslav Kudrinskij. Il ragazzo aveva infatti inavvertitamente causato una parziale disconnessione del pilota automatico sconosciuta ai due piloti e non dotata di un sistema di segnalazione acustico.

## L'aereo
L'aereo coinvolto nell'incidente era un Airbus A310-304, registrato F-OGQS e con numero di serie 596; venne consegnato alla compagnia Aeroflot l'11 dicembre 1992. Alimentato da due motori General Electric CF6-80C2A2, il velivolo effettuò il suo primo volo l'11 settembre 1991, registrato come F-WWCS. L'aereo era stato utilizzato dalla Russian International Airlines, una divisione autonoma di Aeroflot istituita per servire rotte verso l'Estremo Oriente russo e il sud-est asiatico. In media, i tre membri dell'equipaggio che operavano sul volo avevano totalizzato 900 ore sul quel tipo di velivolo.

## Passeggeri ed equipaggio
Dei 63 passeggeri a bordo, 40 erano cittadini russi, inclusi circa 30 dipendenti di compagnie aeree e familiari. I restanti 23 stranieri erano per lo più uomini d'affari di Hong Kong e Taiwan, che cercavano opportunità economiche in Russia.
Il comandante del volo 593 era Andrej Viktorovič Danilov, 40 anni, assunto da Aeroflot nel novembre 1992. Aveva accumulato oltre 9.500 ore di volo, comprese 950 ore sull'A310, di cui 895 ore come capitano. Il primo ufficiale era Igor' Vasil'evič Piskarëv, 33 anni, assunto nell'ottobre 1993, con 5.885 ore di volo sul curriculum, di cui 440 ore sull'A310. Il capitano di riserva era Jaroslav Vladimirovič Kudrinskij, 39 anni, entrato in Aeroflot nel novembre 1992; aveva oltre 8.940 ore di volo, comprese 907 ore sull'A310. Kudrinskij aveva esperienza anche sullo Yakovlev Yak-40, sull'Antonov An-12 e sull'Ilyushin Il-76. A bordo dell'aereo erano presenti nove assistenti di volo.

## L'incidente
Il velivolo era un Airbus A310-304 con marche F-OGQS e faceva parte delle nuove recenti acquisizioni della compagnia aerea.
Jaroslav Kudrinskij era uno degli ufficiali della Aeroflot mandati ad un corso tenuto proprio dalla Airbus e destinato ad istruire i piloti sui sistemi di volo dei propri aeromobili, che erano di nuova generazione e dotati di complicati sistemi computerizzati ancora poco conosciuti. Kudrinskij, insieme ad altri piloti russi, era stato selezionato per partecipare a tale corso grazie all'ottimo stato di servizio e all'ottima conoscenza della lingua inglese. Con questa mossa la compagnia di bandiera russa cercava di rilanciare la propria immagine nel mondo: l'acquisto di aerei nuovi e moderni in sostituzione dell'obsoleta flotta risalente all'Unione Sovietica e un miglior addestramento dei piloti erano l'inizio di un profondo rinnovamento societario.
All'epoca i piloti di linea in Russia, così come in precedenza nell'URSS, godevano di grandi privilegi: uno dei tanti era la possibilità, una volta all'anno, di poter portare in viaggio le proprie famiglie a metà prezzo sui voli a loro affidati. Kudrinskij aveva più volte sfruttato questa possibilità, conducendo con sé i suoi due figli in svariati viaggi, ma sempre entro i confini nazionali: questo per Jana ed Eldar Kudrinskij era il primo viaggio internazionale, ed il padre li aveva invitati a visitare la cabina di pilotaggio.
Kudrinskij, trasgredendo ogni regolamento, durante il volo 593 consentì ai figli di sedersi ai comandi. La prima a sedersi fu la figlia Jana, sul seggiolino di sinistra. Il comandante impostò il pilota automatico in modo da dare alla ragazzina l'impressione di essere lei a provocare la virata dell'aeromobile, che in realtà era ancora sotto il controllo dei sistemi automatici.
Dopo di lei, al medesimo posto, si sedette l'altro figlio, Eldar. A differenza della sorella, egli applicò alla barra di comando una forza sufficiente a far sì che il pilota automatico si disattivasse parzialmente e gli alettoni passassero sotto il controllo dei comandi manuali, mantenendo in controllo automatico gli altri sistemi di volo. Non era presente nessun segnale acustico che indicasse quanto avvenuto, l'unico avvertimento era l'accensione di un piccolo indicatore luminoso, che non fu notato dai piloti.
Il primo ad accorgersi di uno strano comportamento dell'aereo fu lo stesso ragazzo, che osservò come l'aeromobile stesse inclinandosi verso destra. Pochi attimi dopo, la strumentazione di bordo indicò che si trovavano in un "holding pattern" ("rotta di attesa"), termine che descrive una rotta circolare o ellittica, percorsa solitamente dai velivoli che devono attendere in volo l'autorizzazione all'atterraggio. Siccome quella non era la condizione in cui si trovavano, i piloti rimasero brevemente confusi.
Il velivolo, intanto, assunse un angolo di inclinazione superiore a 45°, maggiore di quello per il quale era stato progettato, e l'aumento delle forze gravitazionali fece sì che il ragazzo ed i piloti avvertissero i loro corpi come molto più pesanti, rendendo impossibile al comandante il movimento necessario a sostituire il figlio al controllo del velivolo. L'aereo continuò ad inclinarsi, superando i 90°, ed a quel punto il sistema automatico, ancora parzialmente attivo, tentò di imporre un aumento di quota, facendo cabrare l'aereo quasi verticalmente e sfiorando così lo stallo.
Eldar e il co-pilota, rimasto fino ad allora sul seggiolino di destra, tentarono di controllare l'aereo facendogli puntare il muso verso il basso per ridurre le forze gravitazionali, in modo da consentire al comandante di riprendere il suo posto; pur riuscendoci, il velivolo era ormai troppo basso affinché qualsiasi manovra avesse effetto in tempo utile. Dopo pochi attimi l'A310 del volo SU 593 si schiantò al suolo.
I familiari delle vittime europee portarono fiori sul luogo dello schianto, mentre le famiglie di etnia orientale lasciarono messaggi scritti su fogli di carta di riso.

### Il numero del volo
Nonostante sia abitudine comune delle compagnie aeree quella di non impiegare più i numeri identificativi dei voli coinvolti in incidenti mortali, la Aeroflot continua ad usare il numero SU 593 sulla sua tratta Mosca-Hong Kong. La linea è stata potenziata, con il passaggio da due a quattro voli settimanali, ed i voli aggiuntivi hanno come identificativo il numero SU 595.

## Conseguenze
Inizialmente l'Aeroflot negò che ci fossero bambini nella cabina di pilotaggio, ma accettò il fatto quando la rivista moscovita Obozrevatel' (russo: Обозреватель, Osservatore) pubblicò la trascrizione nella settimana del 28 settembre 1994. L'Associated Press disse, secondo la trascrizione, " l'equipaggio russo è quasi riuscito a salvare l'aereo". Il New York Times ha dichiarato: "Una trascrizione del nastro pubblicata sulla rivista Obozrevatel' mostra che l'equipaggio russo è quasi riuscito a salvare l'aereo Airbus e le 75 persone a bordo, ma che è stato ostacolato dalla presenza di bambini e dalla sua scarsa familiarità con l'aereo di fabbricazione straniera."  Il Times ha anche affermato che un'analisi di un esperto di aviazione pubblicata su Rossijskie Vesti (russo: Российские вести, Notizie Russe) supporta tale analisi.

## Il volo Aeroflot 593 nei media
L'incidente del volo 593 della Aeroflot è stato analizzato nell'episodio Un bambino ai comandi della terza stagione del documentario Indagini ad alta quota trasmesso da National Geographic Channel.
L'avvenimento è stato anche analizzato dall'economista Tim Harford nell'episodio "When the Autopilot Switched Off" del suo podcast Cautionary Tales.